# 岩手県の図書館一覧
岩手県の図書館一覧（いわてけんのとしょかんいちらん）とは、岩手県にある図書館・図書室を市部・郡部別にまとめたものである（学校図書館を除く）。

## 県立図書館
- 岩手県立図書館

## 市町村立図書館

### 市部
- 盛岡市
  - 盛岡市立図書館
    - 盛岡市都南図書館
    - 盛岡市渋民図書館

- 宮古市
  - 宮古市立図書館

- 大船渡市
  - 大船渡市立図書館

- 花巻市
  - 花巻市立図書館
    - 花巻市立花巻図書館
    - 花巻市立大迫図書館
    - 花巻市立石鳥谷図書館
    - 花巻市立東和図書館

- 北上市
  - 北上市立図書館
    - 北上市立中央図書館
    - 北上市立江釣子図書館
    - 北上市立和賀図書館

- 久慈市
  - 久慈市立図書館
    - 久慈市立図書館（本館）
    - 久慈市立山形図書館

- 遠野市
  - 遠野市立図書館

- 一関市
  - 一関市立図書館
    - 一関市立一関図書館
    - 一関市立花泉図書館
    - 一関市立大東図書館
    - 一関市立千厩図書館
    - 一関市立東山図書館
    - 一関市立室根図書館
    - 一関市立川崎図書館
    - 一関市立藤沢図書館

- 陸前高田市
  - 陸前高田市立図書館

- 釜石市
  - 釜石市立図書館

- 二戸市
  - 二戸市立図書館

- 八幡平市
  - 八幡平市立図書館

- 奥州市
  - 奥州市立図書館
    - 奥州市立水沢図書館
    - 奥州市立江刺図書館
    - 奥州市立前沢図書館
    - 奥州市立胆沢図書館

- 滝沢市
  - 滝沢市立図書館
    - 滝沢市立湖山図書館

### 郡部
- 雫石町
  - 雫石町立図書館

- 葛巻町
  - 葛巻町公民館図書室

- 岩手町
  - 岩手町立図書館

- 紫波町
  - 紫波町図書館

- 矢巾町
  - 矢巾町図書センター

- 西和賀町
  - 西和賀町川尻地区公民館

- 金ケ崎町
  - 金ケ崎町立図書館

- 平泉町
  - 平泉町立図書館

- 住田町
  - 住田町中央公民館

- 大槌町
  - 大槌町立図書館城山図書室

- 山田町
  - 山田町立図書館

- 岩泉町
  - 岩泉町立図書館

- 田野畑村
  - アズビィ楽習センター図書室

- 普代村
  - 普代村図書室

- 軽米町
  - 軽米町立図書館

- 野田村
  - 野田村立図書館

- 九戸村
  - 九戸村公民館

- 洋野町
  - 洋野町立図書館
    - 洋野町立種市図書館
    - 洋野町立大野図書館

- 一戸町
  - 一戸町立図書館

## 大学図書館
- 岩手医科大学附属図書館
- 岩手大学情報メディアセンター図書館
- 岩手県立大学宮古短期大学部図書館
- 北里大学海洋生命科学部図書館（東日本大震災の影響により、当分の間閉館）
- 富士大学図書館
- 修紅短期大学図書館
- 盛岡大学図書館
- 岩手県立大学メディアセンター
- 岩手看護短期大学図書館
- 岩手医科大学附属図書館分館